# Alex Scott (calciatore)
Alex Jay Scott (Guernsey, 21 agosto 2003) è un calciatore inglese, centrocampista del Bournemouth e della nazionale Under-21 inglese.

## Biografia
Scott è nato e cresciuto a Guernsey.

## Caratteristiche tecniche
Di ruolo centrocampista, può giocare sia davanti alla difesa che da trequartista. Dispone di buona tecnica ed è abile a saltare l'avversario in dribbling. Si distingue anche per le sue capacità in fase difensiva nei contrasti e nel recuperare palla.

## Carriera

### Club
Ha iniziato la sua carriera nei dilettanti del Guernsey, militanti in Isthmian League South East Division, l'ottava divisione inglese. Il 12 dicembre 2019 firma un contratto preliminare con il Bristol City. Il 2 marzo 2021 firma un contratto da professionista con la squadra. Esordisce in prima squadra il 25 aprile, in occasione dell'incontro di Championship perso per 2-3 contro il Luton Town. Il 21 agosto, prolunga il suo contratto per altri 4 anni. Il 19 ottobre realizza la sua prima rete in campionato, nonché con la squadra, nell'incontro perso per 1-2 contro il Nottingham Forest in Championship.
Al termine della stagione 2022-2023 riceve il premio di miglior giovane della Championship.
Il 10 agosto 2023 viene acquistato dal Bournemouth. Fa il suo debutto con il club inglese, il 21 ottobre successivo nella sfida casalinga di Premier League contro il Wolverhampton, persa per 2-1. Il 31 dicembre segna la sua prima rete con i nuovi colori, nella sconfitta esterna contro il Tottenham (3-1).

### Nazionale
Nel marzo del 2021 è stato convocato dalla Nazionale Under-18, debuttando nella vittoria per 2-0 contro il Galles.
Debutta con la nazionale Under-19 il 2 settembre 2021, nella partita vinta 2-0 contro l'Italia. Con la selezione Under-19 partecipa all'europeo di categoria del 2022, svoltosi in Slovacchia, raggiungendo il successo finale contro Israele.
Nel settembre del 2022, viene convocato in Under-20. Il 10 maggio 2023 è stato incluso dal selezionatore Foster nella lista dei convocati partecipanti al Mondiale di categoria in Argentina. Qui, prende parte a tre delle quattro gare disputate dalla sua Nazionale, prima dell'eliminazione agli ottavi da parte dell'Italia.
Nel 2025 partecipa agli Europei Under-21.

## Statistiche

### Presenze e reti nei club
Statistiche aggiornate al 19 maggio 2024.
| Stagione        | Squadra         | Campionato      | Campionato | Campionato | Coppe nazionali | Coppe nazionali | Coppe nazionali | Coppe continentali | Coppe continentali | Coppe continentali | Altre coppe | Altre coppe | Altre coppe | Totale | Totale |
| Stagione        | Squadra         | Comp            | Pres       | Reti       | Comp            | Pres            | Reti            | Comp               | Pres               | Reti               | Comp        | Pres        | Reti        | Pres   | Reti   |
| --------------- | --------------- | --------------- | ---------- | ---------- | --------------- | --------------- | --------------- | ------------------ | ------------------ | ------------------ | ----------- | ----------- | ----------- | ------ | ------ |
| 2019-gen. 2020  | Guernsey        | IL              | 14         | 0          | FACup+CdL       | -               | -               | -                  | -                  | -                  | -           | -           | -           | 14     | 0      |
| 2020-2021       | Bristol City    | FLC             | 3          | 0          | FACup+CdL       | 0               | 0               | -                  | -                  | -                  | -           | -           | -           | 3      | 0      |
| 2021-2022       | Bristol City    | FLC             | 38         | 4          | FACup+CdL       | 1+0             | 0               | -                  | -                  | -                  | -           | -           | -           | 39     | 4      |
| 2022-2023       | Bristol City    | FLC             | 42         | 1          | FACup+CdL       | 4+3             | 1+0             | -                  | -                  | -                  | -           | -           | -           | 49     | 2      |
| Totale Bristol  | Totale Bristol  | Totale Bristol  | 83         | 5          |                 | 8               | 1               |                    | -                  | -                  |             | -           | -           | 91     | 6      |
| 2023-2024       | Bournemouth     | FLC             | 23         | 1          | FACup+CdL       | 3+1             | 1+0             | -                  | -                  | -                  | -           | -           | -           | 27     | 2      |
| Totale carriera | Totale carriera | Totale carriera | 120        | 6          |                 | 12              | 2               |                    | -                  | -                  |             | -           | -           | 128    | 8      |

## Palmarès

### Nazionale
- Campionato europeo di calcio Under-19: 1

Slovacchia 2022
- Campionato d'Europa Under-21: 1

Slovacchia 2025